# Művészsétány

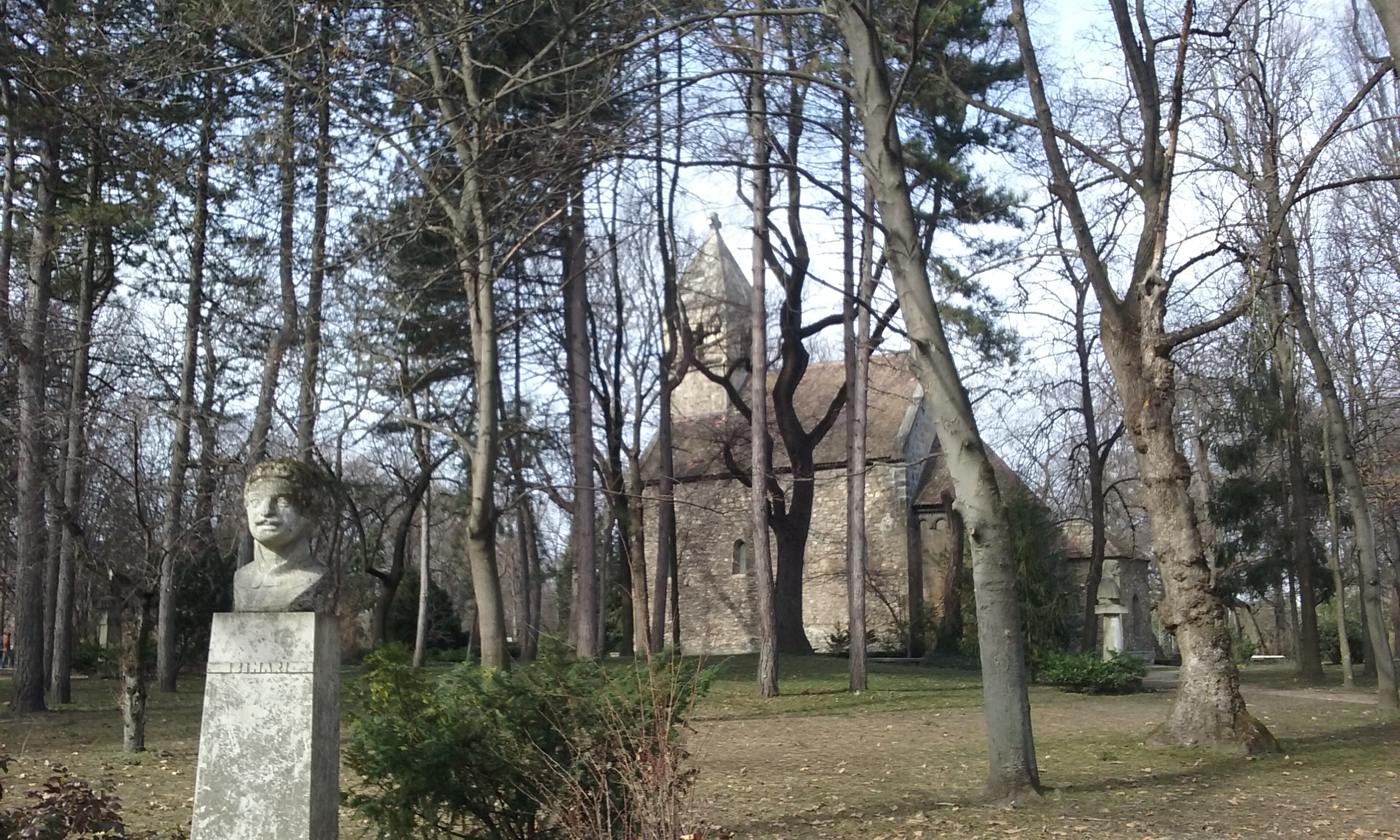
Bihari János szobra, háttérben a Szent Mihály-kápolna és Csokonai Vitéz Mihály szobra, 2020 februárban.

A Művészsétány (más néven: Margit-szigeti Művészsétány illetve Művészliget) a budapesti Margit-szigeten felállított művészszobrok összessége. A szobrok első darabja Arany Jánost ábrázolja, akinek szobra köré 1966-ban kezdték el elhelyezni más, az irodalomban, zenében, képző- és színházművészetekben jelentős magyar személyek mellszobrait. Az idők folyamán több szobrot megrongáltak vagy elloptak, ezeket folyamatosan pótolták, illetve a sétányra időről-időre új művészek portréit helyezik el. 2011-ben 38 szobor volt látható a sétányon, 2020-ra eggyel nőtt a számuk, 39-re.

## Története
A Margit-szigetről 1867-ben Halácsy Sándor készített térképet, melyen jelöl egy szobrot, de nem tudni, hogy ez kit vagy mit ábrázolt, a későbbi években készült térképeken pedig szobor egyáltalán nem látható.
Arany János szobrát – mely valószínűleg az említett ismeretlen szobor után a legelső volt a szigeten – 1912. június 22-én állították fel. A szobrot Strobl Alajos készítette József főherceg megbízásából. Az 1920-as években már több szobor is állt a szigeten, például Bihari János cigányzenész-zeneszerzőnek a szobra az Alsószigeti Nagyvendéglő közelében állt 1928-tól.

### Megközelítése és helye a szigeten
A Művészsétány Arany János szobrával kezdődik, mely a Víztoronynak és a Szabadtéri Színpadnak a sziget belseje felé eső részén áll. Innen, a Rózsakert után kezdődik a sétány, melynek legtöbb darabja a domonkos kolostorrom és a Szent Mihály-kápolna között van elhelyezve. A Művészsétány nem egyenes vonalú: a Víztorony, a romok és a kápolna körüli sétautak, leágazások mentén szétszórva találhatók meg a szobrok.
A Művészsétány a „Felsőszigeten” vagyis a Margit-sziget északi részén helyezkedik el, körülbelül félúton a sziget közepe és északi csúcsa között, a pesti oldalon. Gyalogosan is könnyen megközelíthető a sziget bármely pontjáról. A 26-os autóbusszal érkezve a „Szabadtéri Színpad” megállónál érdemes leszállni, ahonnan 1 perc sétára található Arany János szobra. A szigeten belüli közlekedési eszközök közül bringóhintóval az aszfaltozott sétányokon lehet közlekedni. A Víztorony és a kolostorromok között húzódik az aszfaltos Zielinski Szilárd sétány, sok szobor ennek mentén van felállítva, a földes sétautak mentén álló szobrokat gyalogosan lehet megközelíteni. A sziget turistákat szállító kisvonata is elhalad a Zielinski sétányon.

### Kialakítása
A mai Művészsétány terve az 1960-as években fogant meg, dr. Mőcsényi Mihály tájépítész javaslata alapján. A szobrok egy részét kifejezetten erre a sétányra készítették, de jónéhány darab a Városligetből került át az ott terjeszkedő BNV miatt. A Városligetben nem csak művészek, de tudósok szobrai is megtalálhatók volt, a tervek szerint azonban a Margit-szigetre kizárólag a művészszobrokat szállították át, így máshol, a Műszaki Egyetemen vagy az ELTE Természettudományi Karának kertjében tervezték elhelyezni Jedlik Ányos, Eötvös Lóránd és Bolyai János szobrait.
Mőcsényi Mihály 1963-ban kapott megbízást a Fővárosi Tanács VB. határozata alapján a Budapesti Történeti Múzeumtól a Margit-szigeten létesítendő Művészsétány megtervezésére. A felkérésre Mőcsényi ugyanezen év december 12-én adta be a tervet „Javaslat a Művészsétány szobrainak elhelyezésére” címmel. Tervében több példát áttekintve a kompakt, ligetes elhelyezés mellett döntött, és a sziget 5 szóba jöhető területét vizsgálta meg.
Az első lehetőség a Rózsakerttől délre elterülő nagy alapterületű, geometrikus alaprajzú Virágoskert volt. A helyszínt elvetette, mert itt a szobrok csak dekorációs szerepet töltöttek volna be. Második lehetőségként felmerült a lovaspóló-pályából akkortájt alapított évelő-kert, ami méretét tekintve alkalmas, de vizuálisan alkalmatlan lett volna, mivel a növényzetének magassága horizont alatti volt. A harmadik helyszínként szóba jöhetett a Nagyszálló melletti Nagyrét, ami csak kiegészítésekkel lett volna alkalmas terület, például a szélére cserjéket kellett volna telepíteni és sétautat kellett volna kialakítani körben a rét körül hogy a szobroknak hátterük legyen. Negyedik lehetőségként alkalmatlannak minősült a sziklakert és két tava, mert annak hangulatához nem illettek volna a szobrok. Így ötödik javaslatként a Víztorony–kolostorromok–kápolna–Nagyszálló közötti területet jelölték ki a Művészsétány leendő helyszínéül.
A döntést segítette, hogy ez a parkrész kissé elzárt, csendes, elkerüli az átmenő forgalom. A növényzete jó állapotú, viszonylag sűrű és változatos. Jó választásnak tűnt, mert kis helyen lehetett a szobrokat elhelyezni, mégis kellő tér volt arra, hogy egy-egy nézőpontból egyszerre legfeljebb két-három szobor látszódjon. A javaslat megszületésekor 18 szobrot terveztek elhelyezni a sétányon, de további 9 elhelyezésére szerepelt javaslat a tervben. A szobrok egy része a Városligetből került a Kiscelli Múzeum raktárába és onnan a szigetre.
A városligeti szobrokat áthelyezésük előtt megvizsgálták, felújították és új posztamenseket készíttettek hozzájuk. A munkák fedezetéül 140 000 forintot irányoztak elő a Fővárosi Műemlékfelügyelőség 1966. évi költségvetéséből. A Janus Pannonius-szobor kivételével mindegyik szobor számára egységes, 130×130 cm-es alapozást készítettek, ezzel is jelezve a szobrok összetartozását. A határozat szerint a sétányt 1966. augusztus 20-ig át kellett adni.

### Lopások
Felállításuk óta probléma, hogy a szobrokat megrongálják és ellopják, különösen a fémből készülteket, mivel kizárólag a bronzból készült műveket tudják ellopni, a kőből készülteket nem.
Az első ellopott – és azóta sem pótolt – szobor Schaár Erzsébet Kernstok-szobra volt, ami 1990-ben tűnt el a sétányról. Nagy, és nem csak a Margit-szigetet, de egész Budapestet érintő szoborlopási hullám következett be 1997-ben. Ekkor a szigetről eltűnt Ferenczy Károly, Jókai Mór, Petőfi Sándor, Balassi Bálint, Radnóti Miklós mellszobra. Részben ellopták József Attila szobrát, megrongálták a Madách-szobrot, összetörték Ambrus Zoltán szobrát, mert az nem fémből, hanem fémre igen hasonlító pirogránitból készült, továbbá a sziget más pontjáról eltűntek Gosztonyi Alice és Kerényi Jenő művei is.
Ráday Mihály 1997-ben írt cikket a Népszabadságba, melyben felsorolja, hogy 1977 óta mely művek tűntek el a sétányról, valamint hozzáteszi, hogy „Madách szobrát darabokban hordják el. 1977. szeptember végén még csak az ujjai voltak lefűrészelve, október közepén az alkarjai, a hónap végén már hónaljig amputálták mindkét karját.” (Népszabadság, 1997. december 6.) A szobrok pótlását 2002-ben végezte el a Budapest Galéria (korábban Fővárosi Emlékműfelügyelőség).
2012. január 10-én éjjel újból megpróbáltak ellopni szobrokat: elvitték Stróbl Alajos szobrát, ledöntötték Kodály Zoltánét és megpróbálták elmozdítani a József Attila-szobrot is, valamint a Japánkertből is megkísérelték elvinni a Rákász fiú-szobrot. Három hónapon belül ez már a második szoborlopás volt a szigeten. Előző alkalommal ellopták Izsó Miklós, Gábor Andor és Beck Ö. Fülöp büsztjét és megrongálták a Derkovits-szobrot. A szobrok pótlása nehéz és többmillió forintba kerül. A szobrok tulajdonosa a Fővárosi Önkormányzat, neki költségvetési forrásból kell állnia a helyreállítás költségeit, egy bronzszobor 2-3 millió forintba kerül, így legkorábban 2013-ra tervezték a szobrok újbóli felállítását. A helyreállítást nehezíti, hogy némely szobornak létezik öntőformája, de amelyiknek nem, annak az újbóli elkészítésével egy művészt kell megbízni, a tiszteletdíj tovább emeli a költségeket.

## A szobrok
2020-ban 39 szobor látható a Művészsétányon. Az alábbi lista felállításuk ideje szerint időrendben mutatja be az alkotásokat. Bercsek Péter Műalkotások a Margitszigeten című könyvében részletes térkép tekinthető meg, melyen az egyes szobrok pontos helye látható a 2011-es állapot szerint, mely az Ambrus-szobor helyét tekintve és az új Wass Albert szobrot kivéve teljesen azonos a 2020-as állapottal.

### A második világháború előtt

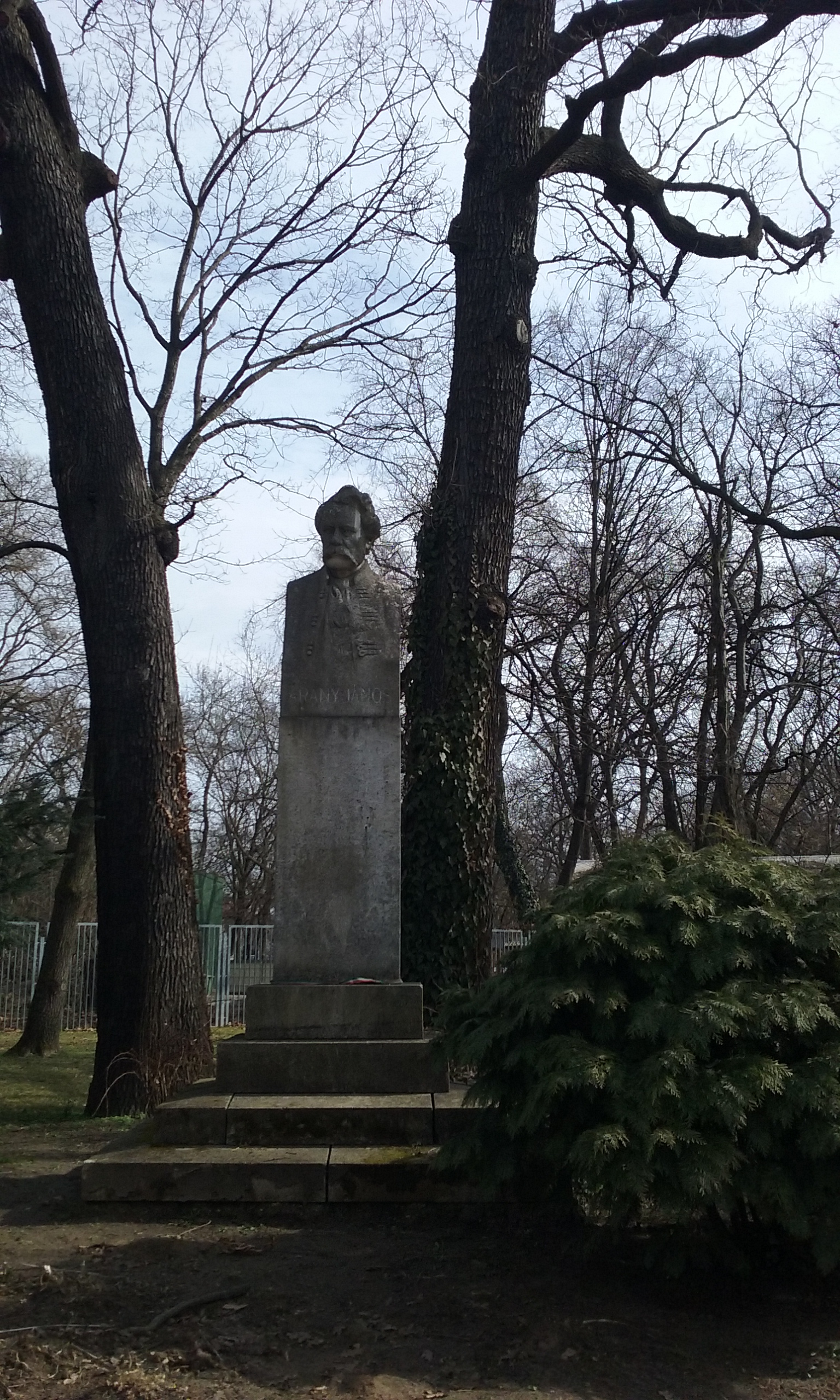
Arany János szobra elsőként állt a Művészsétányon

- Arany János költő márvány mellszobrát Strobl Alajos készítette József főherceg megbízásából. Az alkotást 1912. július 22-én avatták fel. Eredetileg mellette állt 1-1 bikafej formájú, nagyméretű, réz „ivócsanak”, melyek a nagyszentmiklósi aranylelet mintájára készültek, de ezek eltűntek. A szobor bal oldalán 2020-ban egy kopjafa áll, rajta az „Arany János tölgyei” felirattal. A szobor a Szabadtéri Színpad sziget felé eső részén áll.
- Bihari János zeneszerző szobrát 1928-tól az Alsószigeti Nagyvendéglő mellett állították fel. Az eredeti, bronzból készült szobor Vaszary János alkotása volt, de 1944–45-ben elpusztult. Az új, kőből készült szobrot Radó Károly készítette, 1969-ben állították fel.
- Tompa Mihály költő 390 centiméter magas kőtalapzaton álló szobrát Pásztor János alkotta meg, 1940-ben állították fel. Maga a mellszobor 80 centiméteres, mely egybe van faragva a talapzattal. Eredetileg egy öreg lantos mellékalakja is volt a szobornak, de ez 1944–45-ben eltűnt, a háborús károk miatt pedig a mellszobrot is újra kellett faragni.

### 1960-as évek

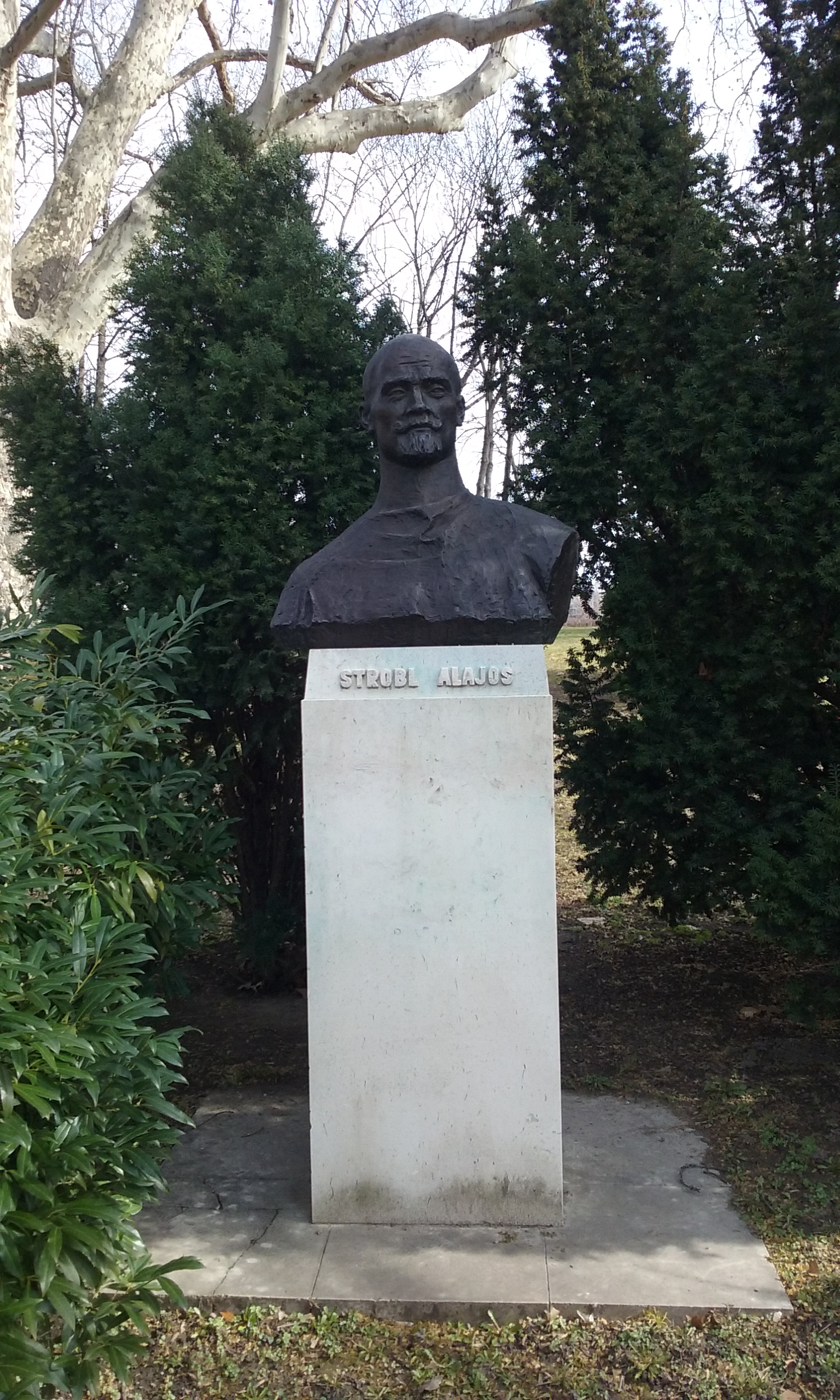
Strobl Alajos

- Vörösmarty Mihály költő szobrát 1965-ben állították fel. A kő mellszobor Riger Tibor alkotása.
- Katona József drámaíró kő mellszobrát Petry Lajos készítette. Eredetileg a Városligetben állt, onnan 1966-ban helyezték a szigetre.
- Zichy Mihály festő bronz mellszobrát Kocsis András készítette, 1966-ban állították fel.
- Munkácsy Mihály festő Madarassy Walter által készített kő mellszobrát 1966-ban helyezték át a Városligetből.
- Táncsics Mihály író, politikus kőből készült szobra Pál Mihály alkotása. A Városligetből helyezték át 1966-ban.
- Déryné Széppataki Róza színésznő Schaár Erzsébet által készített mellszobrát 1966-ban helyezték át a Városligetből.
- Rudnay Gyula festő szobra fehérmárványból készült, Pásztor János alkotása. 1966-ban helyezték át a Városligetből.
- Medgyessy Ferenc szobrász Makrisz Agamemnon készítette el márványból, 1966-ban állították fel.
- Strobl Alajos szobrát 1966-ban állították fel. Bronzból készült, Segesdi György alkotása.
- Ferenczy István szobrász márvány mellszobrát Marton László készítette el, 1966-ban helyezték át a Városligetből
- Ferenczy Károly festő Tar István által készített bronz mellszobrát 1966-ban helyezték át a Városligetből.
- Liszt Ferenc zeneszerző kő mellszobrát Erdey Dezső készítette, 1966-ban helyezték át a Városligetből.
- Erkel Ferenc zeneszerző szobrát Boldogfai Farkas Sándor készítette el kőből. 1966-ban helyezték át a Városligetből. 1977-ben eltűnt, 1998-ban pótolták.
- Bartók Béla zeneszerző kőből készült mellszobrát Beck András készítette el, 1966-ban helyezték át a Városligetből.
- Radnóti Miklós bronz mellszobrát Vígh Tamás alkotta meg bronzból. A sétány legkalandosabb sorsú szobra. 1968-ban, a költő halálának 25. évfordulóján állították fel. 1977-ben eltűnt, de csak 1988-ban pótolták. 2003-ban ismét ellopták, 2006-ban pótolták újra.
- Csokonai Vitéz Mihály költő kő mellszobrát Erdey Dezső készítette el, a Városligetből helyezték át 1966-ban.
- Janus Pannonius költő Kiss István által készített márvány mellszobrát a Szent Mihály-kápolna mellett állították fel 1966-ban.
- Móricz Zsigmond író kő mellszobrát Makrisz Agamemnon készítette el, 1966-ban helyezték át a Városligetből.
- Mikszáth Kálmán író szobrát Sóváry János alkotta meg kőből, a Városligetből helyezték át 1966-ban.
- Derkovits Gyula festő szobrát Pátzay Pál készítette el. A kőszobrot 1966-ban helyezték át a Városligetből.
- Ady Endre költő Csorba Géza által készített mészkőszobrát 1966-ban helyezték át a Városligetből.
- Szőnyi István festő kőszobra a többitől elkülönülten, a Duna-parton, a futókör mellett áll.  Sóváry János alkotása, 1967-ben állították fel.
- Kodály Zoltán zeneszerző szobrát 1969-ben állították fel. A bronz mellszobrot Pátzay Pál készítette.
- Balassi Bálint bronz mellszobrát Tar István alkotta meg, a költő halálának 375. évfordulóján, 1969 júniusában állították fel. A következő évben ellopták, és csak 1999-ben pótolták.

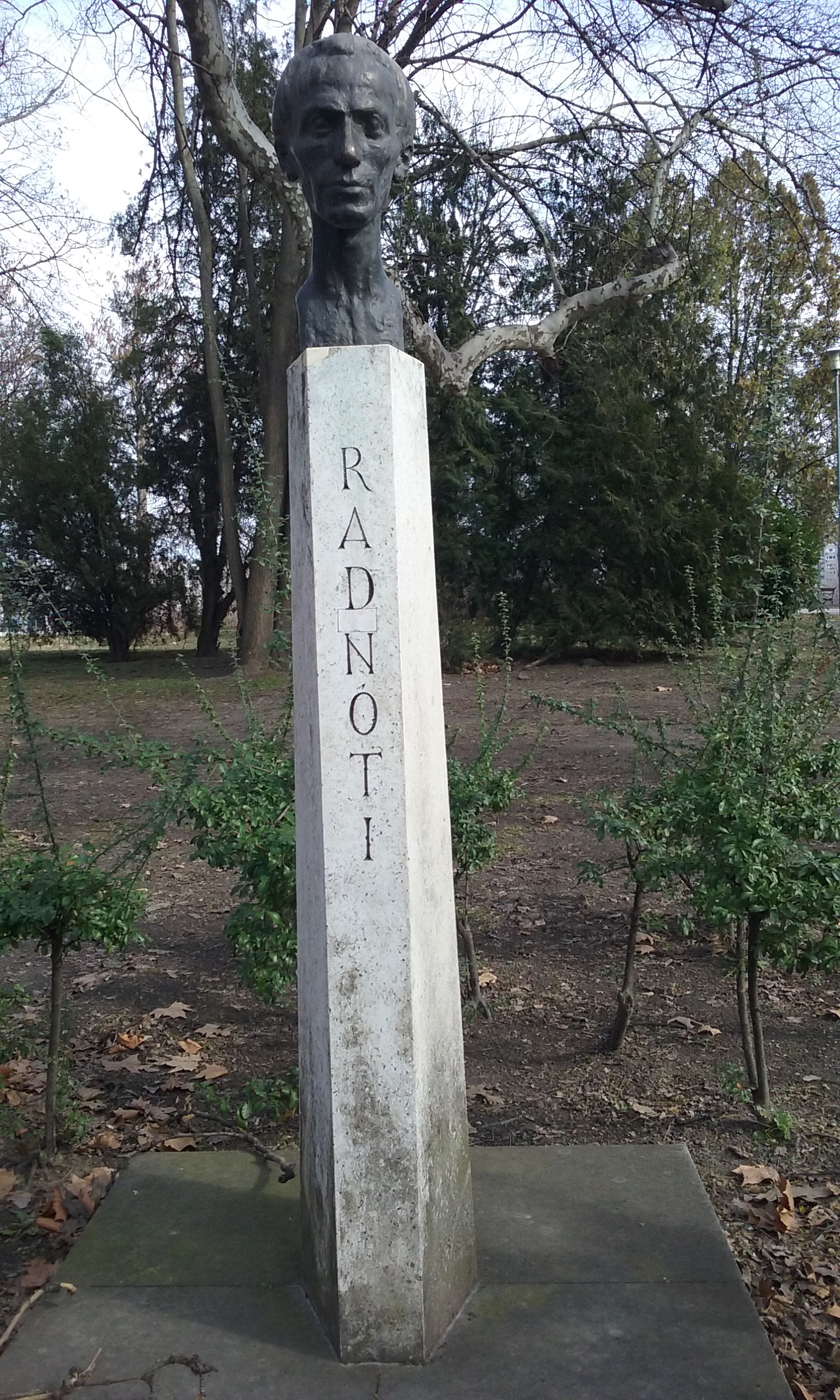
Radnóti Miklós
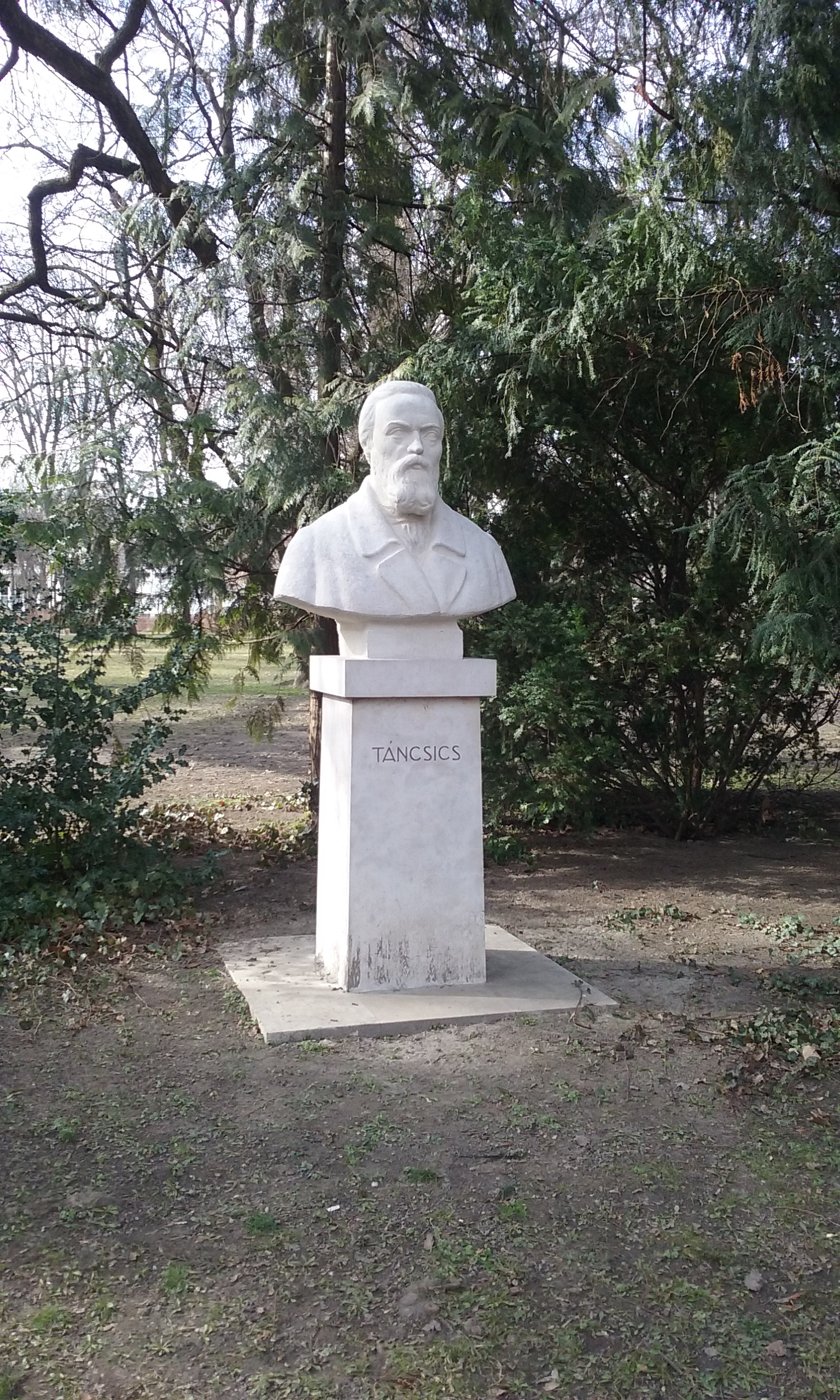
Táncsics Mihály

### 1970-es évek

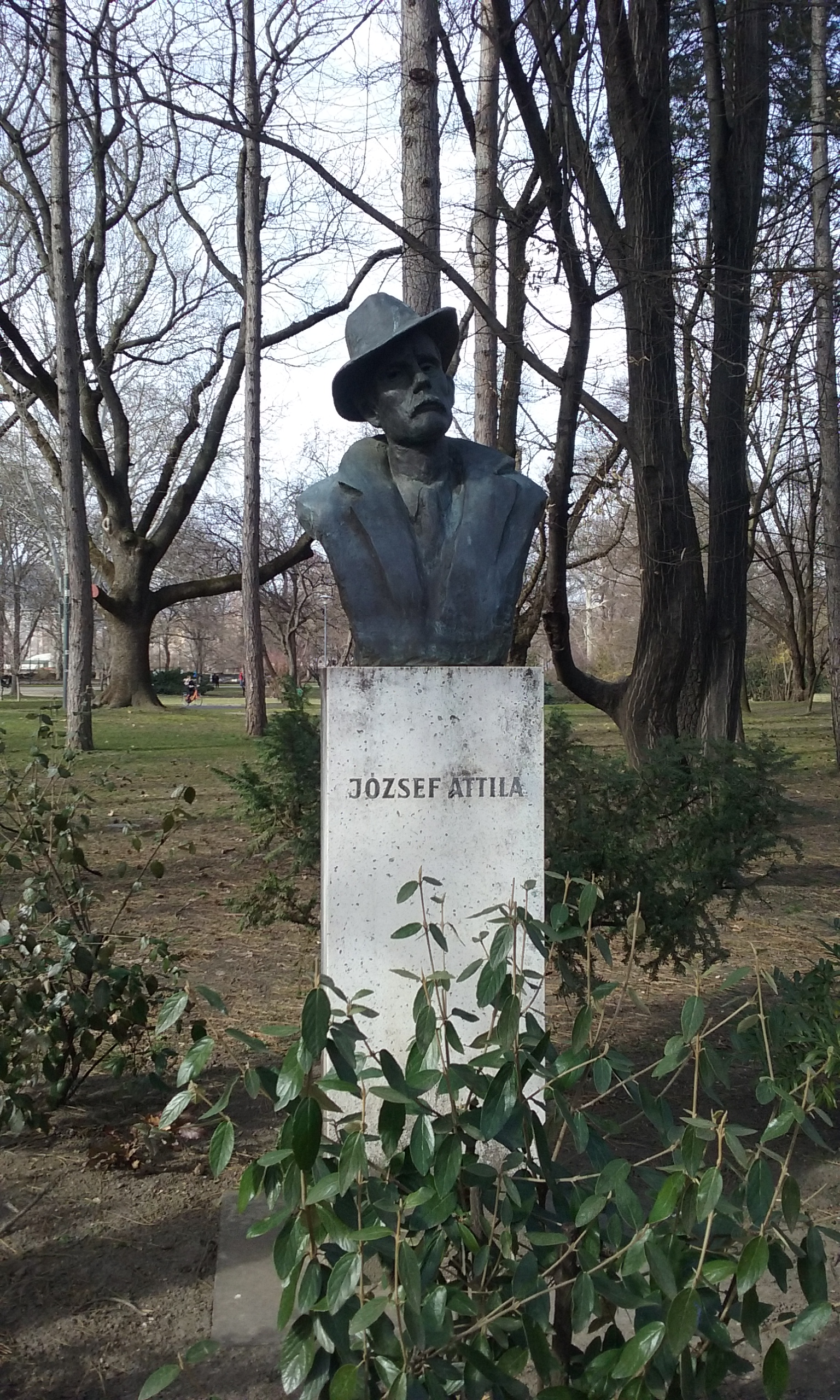
József Attila

- Barabás Miklós festő bronz mellszobrát Borsos Miklós készítette, 1972-ben állították fel.
- József Attila költő szobrát 1972-ben állították fel, de 1977-ben ellopták. Varga Imre alkotását 1988-ban pótolták.
- Petőfi Sándor Vígh Tamás által készített bronz mellszobrát a költő születésének 150. évfordulójára, 1972-ben állították fel.  1977-ben eltűnt, 1998-ban pótolták.
- Izsó Miklós szobrász Kisfaludi Strobl Zsigmond által készített bronz mellszobrát 1972-ben állították fel.
- Beck Ö. Fülöp szobrász saját magáról készített portréját 1973-ban állították fel, később ellopták, és csak 1988-ban pótolták.
- Ybl Miklós kő mellszobrát Kampfl József alkotta, 1975-ben állították fel.
- Jókai Mór író szobrát 1975-ben állították fel, de két évvel később ellopták. Az eredeti szobor Pátzay Pál alkotása, a szobrot azóta pótolták.
- Lechner Ödön építész szobrát Nagy Sándor alkotta meg kőből, 1977-ben állították fel.
- Lyka Károly művészettörténész bronz mellszobrát 1977-ben állították fel. Pátzay Pál alkotása.

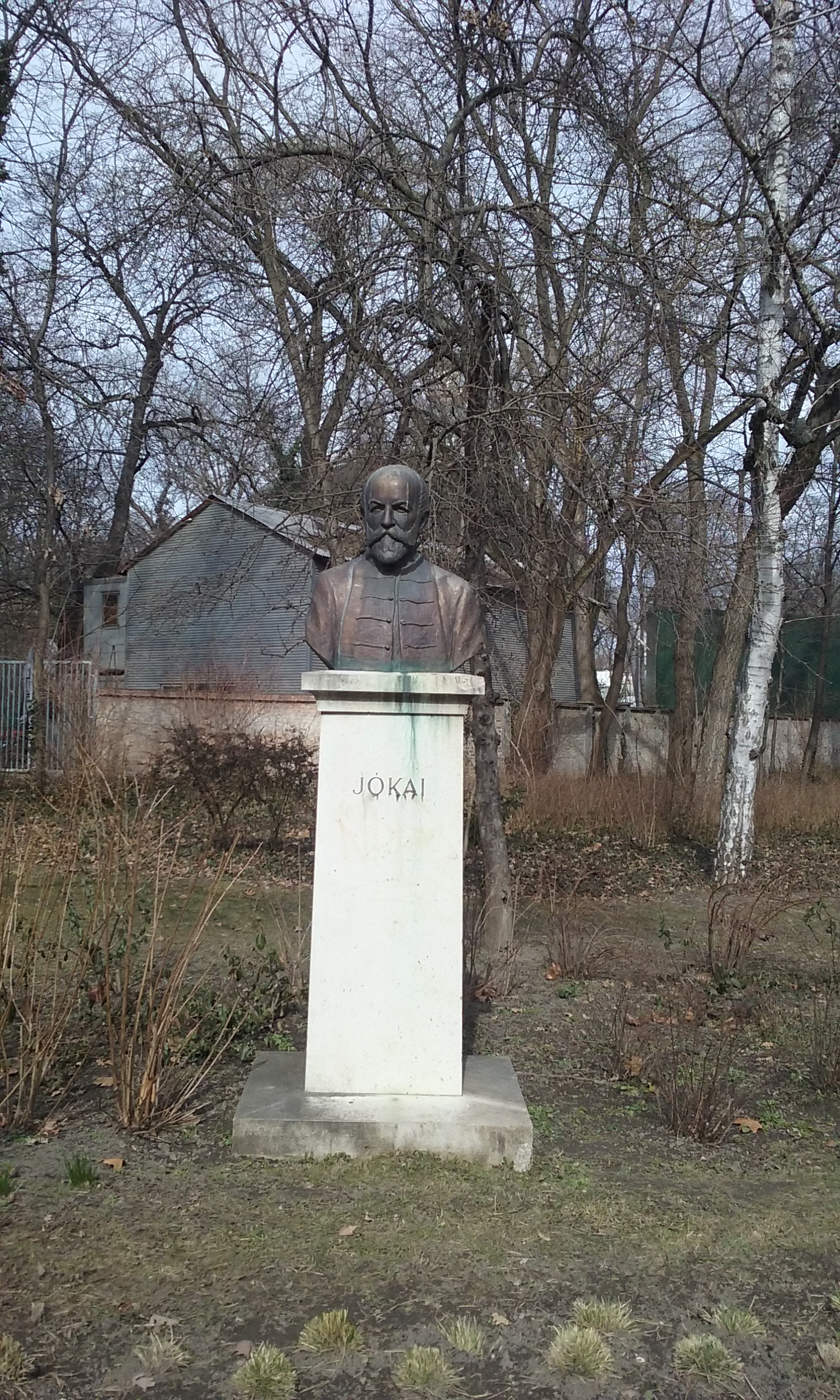
Jókai Mór
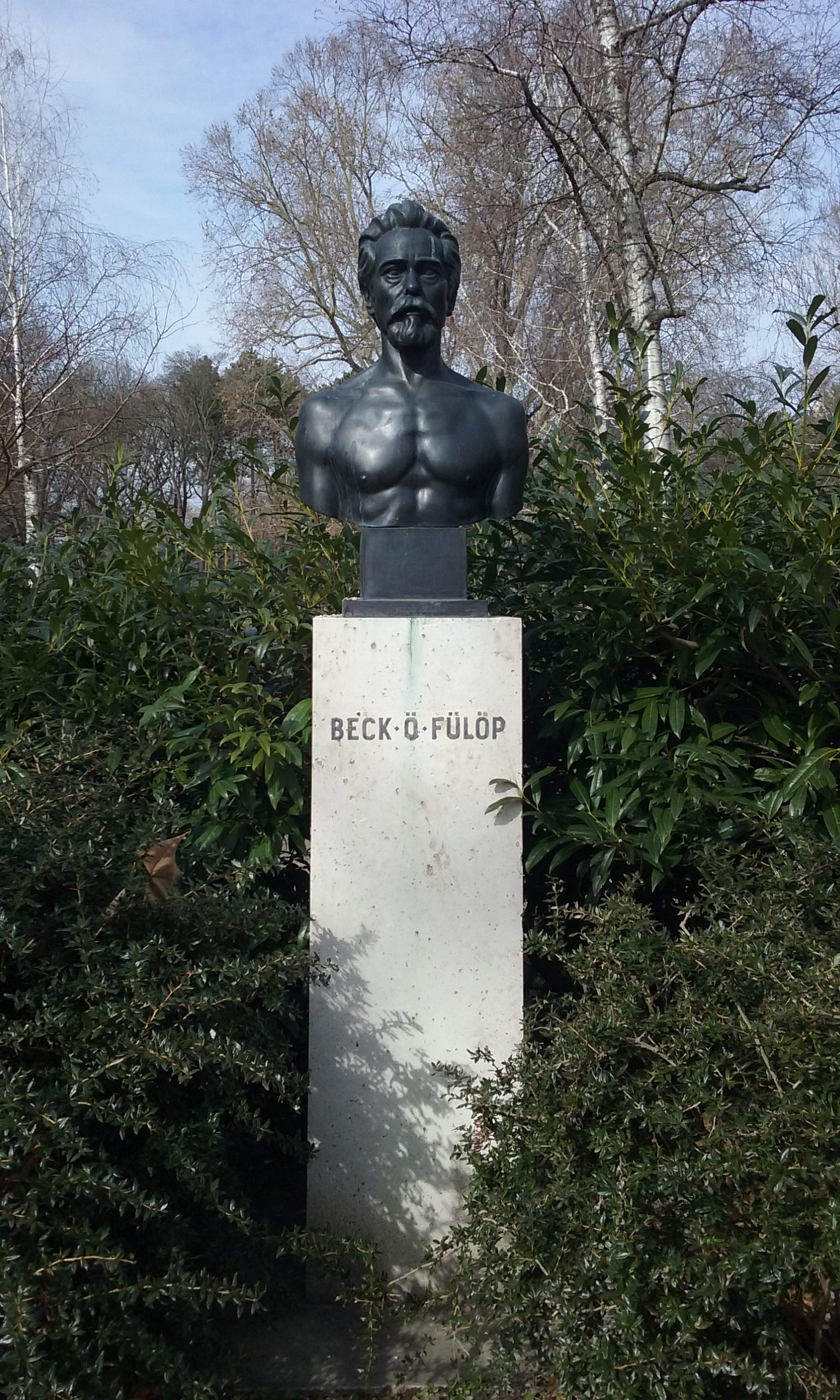
Beck Ö. Fülöp

### 1980-as évek

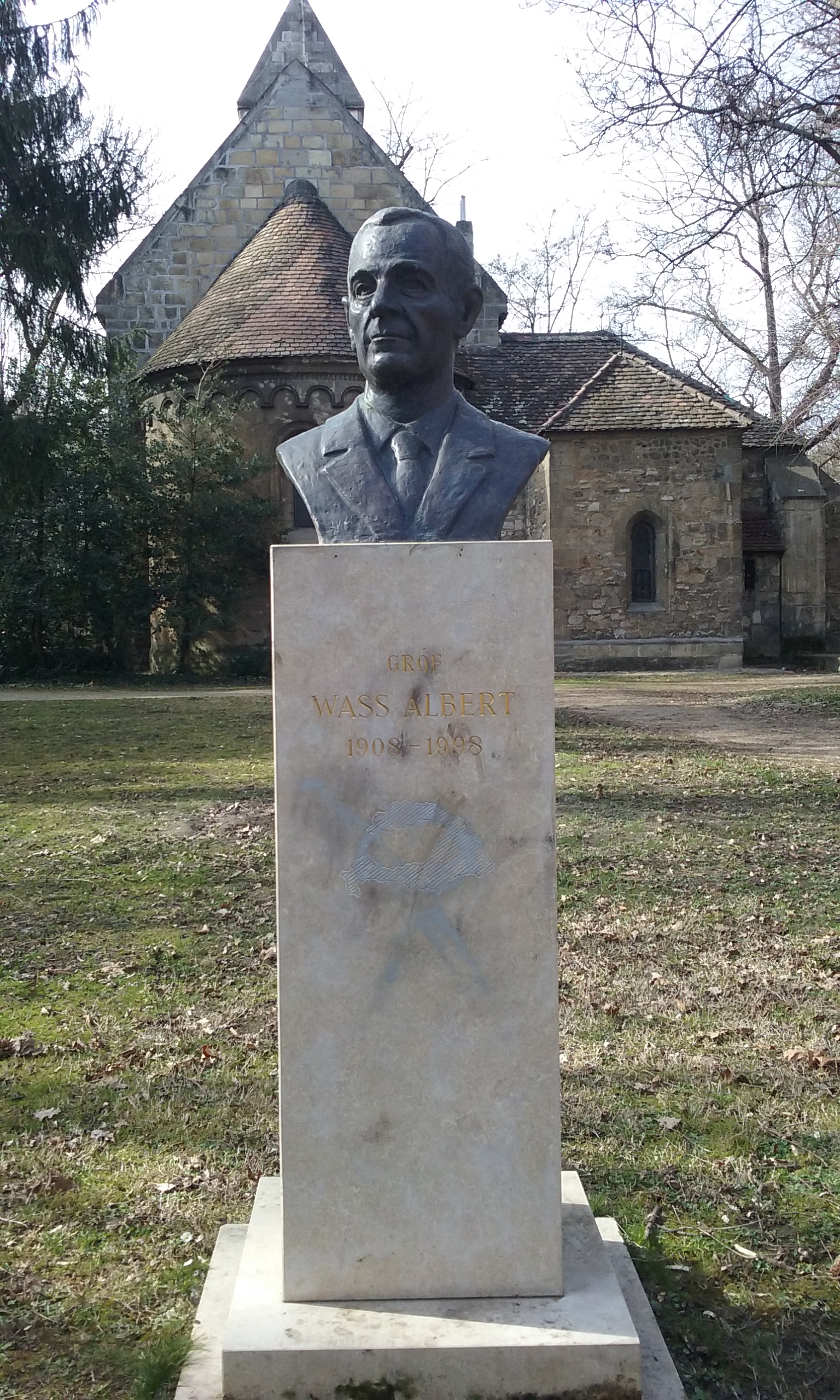
Wass Albert

- Gábor Andor író szobrát 1984-ben állították fel. A bronz mellszobor Domonkos Béla alkotása.
- Ambrus Zoltán író szobra a 2011-es állapothoz képest új helyen, a Jókai-szoborral majdnem szemben látható. A szobrot 1989-ben állították fel, 1997-ben eltűnt, majd pótolták. A mai bronz mellszobor másolat, Búza Barna alkotása. Az eredeti a gödöllői „Ambrus” nyaralóban látható.

### 2010-es évek
- Wass Albert író szobrát Andrássy Kurta János készítette el bronzból 2003-ban, 2015-ben állították fel. A szobor magánkezdeményezésből és -finanszírozásból került a Művészsétányra, eredetileg a Vérmezőn tervezték felállítani.[8][9]

### Már nem látható szobrok
A sétányon korábban látható volt két szobor, melyek közül Kernstok Károly festő szobrát Schaár Erzsébet készítette. A bronzszobrot 1974-ben állították fel, később eltűnt. Szilágyi István író szobrát még a sétány kialakítása előtt állították fel a szigeten, de Tóth András alkotása 1944–45-ben megsemmisült.

## A Művészsétány egyéb látnivalói

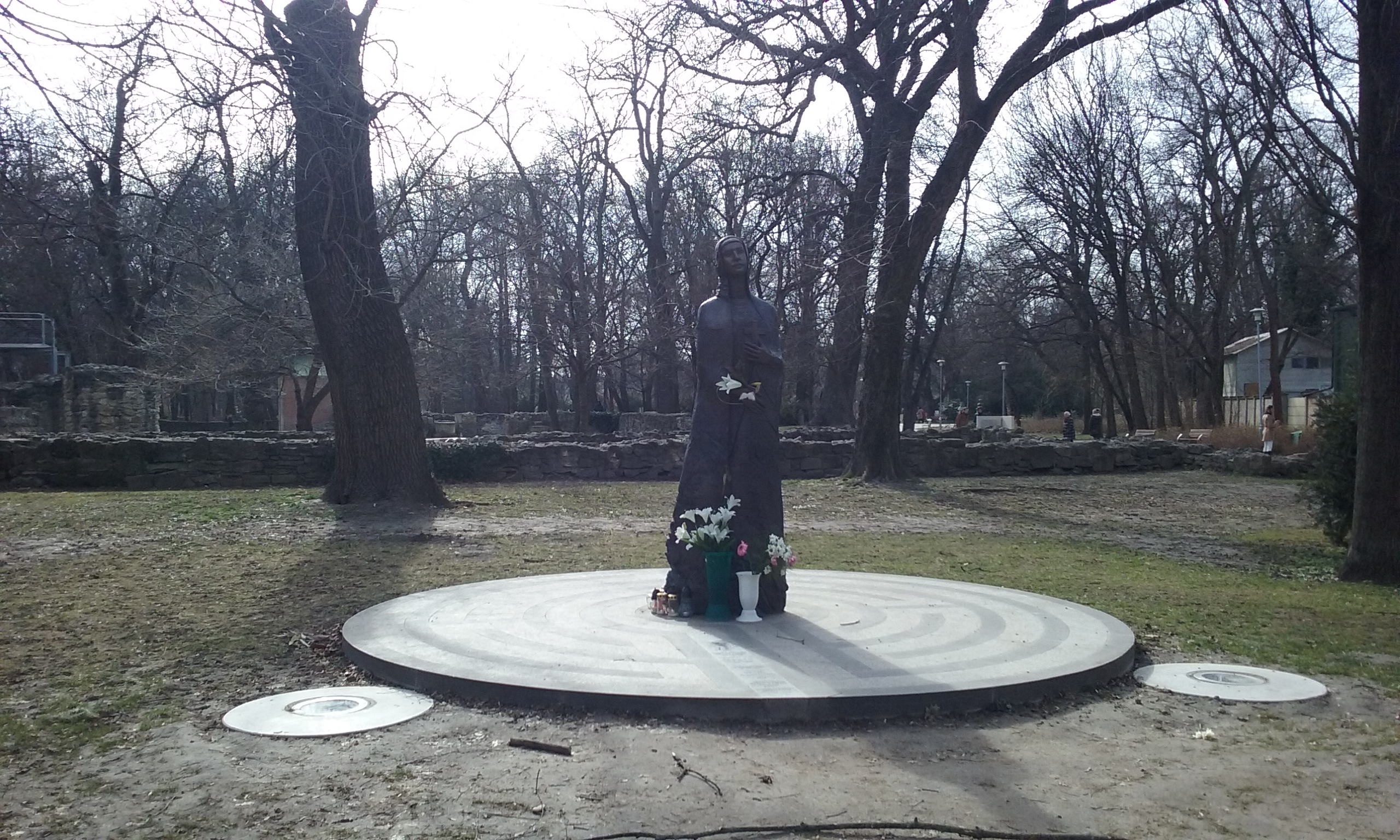
Árpádházi Szent Margit

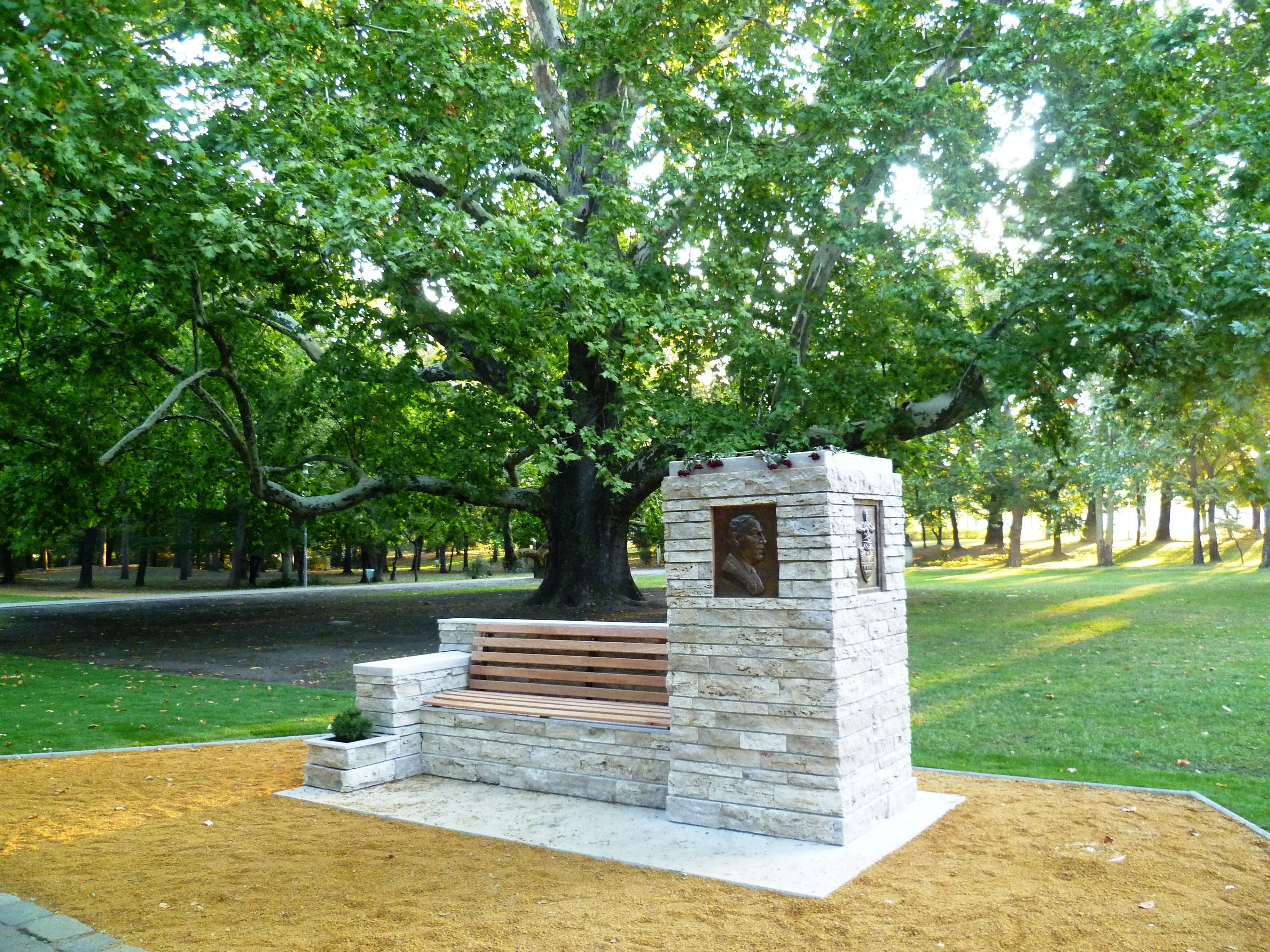
Urmánczy-emlékpad

Mivel a Művészsétány a Víztorony/Szabadtéri Színpad–kolostorromok–Szent Mihály-kápolna–Nagyszálló közvetlen környezetében helyezkedik el, a szobrokon kívül ezek adják a fő látnivalókat.
A Víztorony 1911-ben épült Zielinski Szilárd tervei alapján, magassága 57 méter és 600 m³ vizet volt képes befogadni akkor, amikor még aktívan használták a sziget vízellátásának biztosítására. 1977-ben nyilvánították műemlékké, a nyári időszakban kilátóként működik. A Margitszigeti Szabadtéri Színpad közvetlenül a Víztorony mellé épült 1937–38-ban, a háború után újjáépítették.
A domonkos kolostor romjai a Víztoronnyal szemben láthatóak. A domonkos rendi apácák számára készült templomot 1259-ben alapították, akkor költözött be IV. Béla lánya, Margit, a sziget névadója mint apáca a kolostorba. A török időkben a kolostort elhagyták az apácák, a föld és az iszap teljesen betemette. Az 1900-as évek elején kezdődött meg a szakszerű feltárása, aminek eredményeképpen Margit szentté avatására, 1943-ra már rendezett terület várta a látogatókat, zarándokokat, akik miatt sírkápolna is épült. 2010-ben a romok rossz állapota miatt felújítást végeztek a területen, ennek eredményeképpen rekonstruálták a kolostor kútházát, és a romok fölé fém közlekedőket építettek, a területet pedig a Főkert parkosította. A romokon belül külön látnivaló Szent Margit sírhelye és a mellette álló kettős törzsű, egybenőtt fa.
A Szent Mihály-kápolna helyén egykor a premontrei konvent épülete állt, melyet a 13. században építettek fel. A török megszállás után az épület rommá vált, feltárása és a templom újjáépítése az 1930-as években történt meg. Az eredeti alapfalak részbeni felhasználásával épült fel a ma látható kápolna román stílusban. Tornyában Magyarország egyik legrégibb, 15. századi harangja van elhelyezve, amit a közelben egy kidőlt fa gyökere között találtak.
A Margitszigeti Nagyszállót Ybl Miklós tervezte 1873-ban, egykor a főváros egyik legelőkelőbb hotelje volt. 1926-ban szanatóriumi résszel bővítették, de ezt a háború után megszüntették. A háború jelentős károkat okozott az épületben, teljesen újjá kellett építeni. Arany János, amikor a nyarakat a szigeten töltötte, ebben a szállodában lakott.
Ezeken kívül három egyéb megtekintésre érdemes látnivaló is van a sétányon: Árpád-házi Szent Margit szobrát 2018-ban helyezték el Déryné szobra mögött, a kolostorromok mellett. A romok és a kápolna között látható „a természet műalkotása”, egy 1823-ban ültetett, mára már óriásira nőtt, és a sziget látogatói körében igen népszerű platánfa. A fa külön táblával van megjelölve, mint „A Margitsziget botanikai érdekességei” nevű séta egyik állomása. A platánfa előtt állították fel Urmánczy Nándor országgyűlési képviselő emlékpadját, rajta a képviselő portréjával. A pad eredetileg 1942-ben, az Erdélyi Férfiak Egyesülete jóvoltából került a szigetre, újólag a Fővárosi Önkormányzat állíttatta fel 2013-ban.

## A Művészsétány népszerűsége és jövője
2008-ban készült el a Margitsziget Stratégiai Terve, melyben megállapították, hogy a Margit-sziget Budapest legkedveltebb közparkja. Azonban a látogatók más-más ok miatt jönnek szívesen a szigetre. „A Margit-sziget melyik része tetszik a legjobban?” kérdésre a válaszadók 6%-a jelölte meg a Művészsétányt, mely az „Egyéb” kategória 3%-a mellett a legalacsonyabb tetszési index, mégis a Főkert korábbi, 1997-es és 2004-es hasonló felméréseihez képest jobb eredmény.
Ugyanakkor a Tervben a sziget problémáinak feltárásakor a Művészsétány rossz állapota is kiderült, melyre stratégiai célként a felújítást határozták meg, feladatként kitűzve, hogy „A művész sétányok mentén elhelyezett szabadtéri szobrok környezete elhanyagolt, növénykiültetéseit felújítani szükséges. A reprezentatív virágos környezet elérése a cél, amely kiemeli a köztéri alkotások szépségét.” A felújítás idejére a Terv a 2013–2020 közötti éveket jelölte meg.
2013-ban elkészítették A Margitsziget Fejlesztési Terve című dokumentumot, melyben a Művészsétány már nincs nevesítve, de történik rá utalás: „a park összesen 51 db szobor elhelyezésére is szolgál. Javasolt a szobrok, művészeti alkotások állapotának, elhelyezésének és környezetének felülvizsgálata, rendezése.” A sziget díszkivilágítási tervéről szóló szakaszban is megemlítik a „Művészsétány–Szoborparkot” mint mérlegelés tárgyát képező javaslatot, és a „szobrok és környezetének rendezésére” 100 millió forintot irányoznak elő. Továbbá közvetve megemlítik, mint „a Szabadtéri Színpad környezetének teljeskörű kertépítészeti rekonstrukcióját” érintő feladatot, melyre a terv 250 millió forintot szánt.
Bár a Margit-szigeten 2013–2017 között nagyarányú fejlesztéseket és felújításokat hajtottak végre, a tervekkel ellentétben a Művészsétány megújulása még várat magára.